# Szarkel
Szarkel (ritkábban Sarkel vagy Sarkil, magyarul: „fehér vár”) egy hatalmas, kőből és téglából épített erőd volt, melyet a kazárok bizánci segítséggel építettek a 830-as években.

## Fekvése
Szarkel a Don alsó folyásánál, a folyó bal partján feküdt. A hely ma Cimljanszk közelében
Oroszország Rosztovi területéhez tartozik. A legújabbi régészeti kutatások szerint 5 km-es körön belül három erőd is van, mindegyikre Sarkel néven utalnak: 
- a Don bal partján: Szarkel I., város és erőd, ezt árasztották el 1952-ben (oroszul: Левобережное Цимлянское городище),
- a Don jobb partján: Szarkel II., erőd (oroszul: Правобережное Цимлянское городище),
- és az 1991-ben felfedezett harmadik erőd, szintén a jobb parton (oroszul: Камышевское городище).

A legújabb elméletek szerint e három erőd háromszögében terült el az ősi kazár főváros.

## Építése
Szarkel a Kazár Birodalom északnyugati határának védelmére épült 833 és 839 között, azt követően,  hogy a Szarkellel átellenben, a Don jobb partján állt erődöt 810 körül vélhetően a magyarok elpusztították. A kazárok megkérték szövetségesüket, Theophilosz bizánci császárt, hogy küldjön építőmestereket egy erődített város felépítésére. Theophilosz főépítészét, Petronasz Kamateroszt küldte a kazárokhoz és cserébe a kagántól Herszónt és néhány krími települést kapott meg.
Bíborbanszületett Konstantin császár szerint, mivel azon a helyen nem volt erőd építésére alkalmas kő, Petronasz kemencéket készíttetett, bennük téglát égettetett és azokból építette fel az erődöt. Konstantin szerint Sarkel építésénél kötőanyagot, habarcsot is használt a bizánci építőmester, aki a folyóból nyert apró kagylók héjából meszet készíttetett. A „fehér vár” név egyesek szerint az erőd magas, meszelt falaira, mások szerint a település körül fehérlő ezernyi nemezes jurtára utalhat.
A történészek az erőd építésének fő indokául a kazárok és a magyarok között beállott ellenséges viszonyt jelölik meg. Szarkel felépítésének időpontjában a hagyományos honfoglalás-modell szerint a magyarok már a Dontól nyugatra, Levédiában, a Don és Dnyeper között helyezkedtek el. Így  közvetlen közelébe kerültek a Bizánccal ellenséges dunai bolgár birodalomnak. A bizánci–kazár szövetség és a bolgár–bizánci szembenállás természetszerűen tette szükségessé a magyar–bolgár közeledést, mely veszélyt jelentett mind Bizáncra, mind a kazárokra.
Ez az elképzelés megbukni látszik a régészet azon eredményei alapján, melyek szerint a honfoglalásra induló törzsszövetség rövid idő alatt jutott el a volgai Bolgárországtól a Kárpát-medencéig. (Lásd Szubbotyici-horizont)

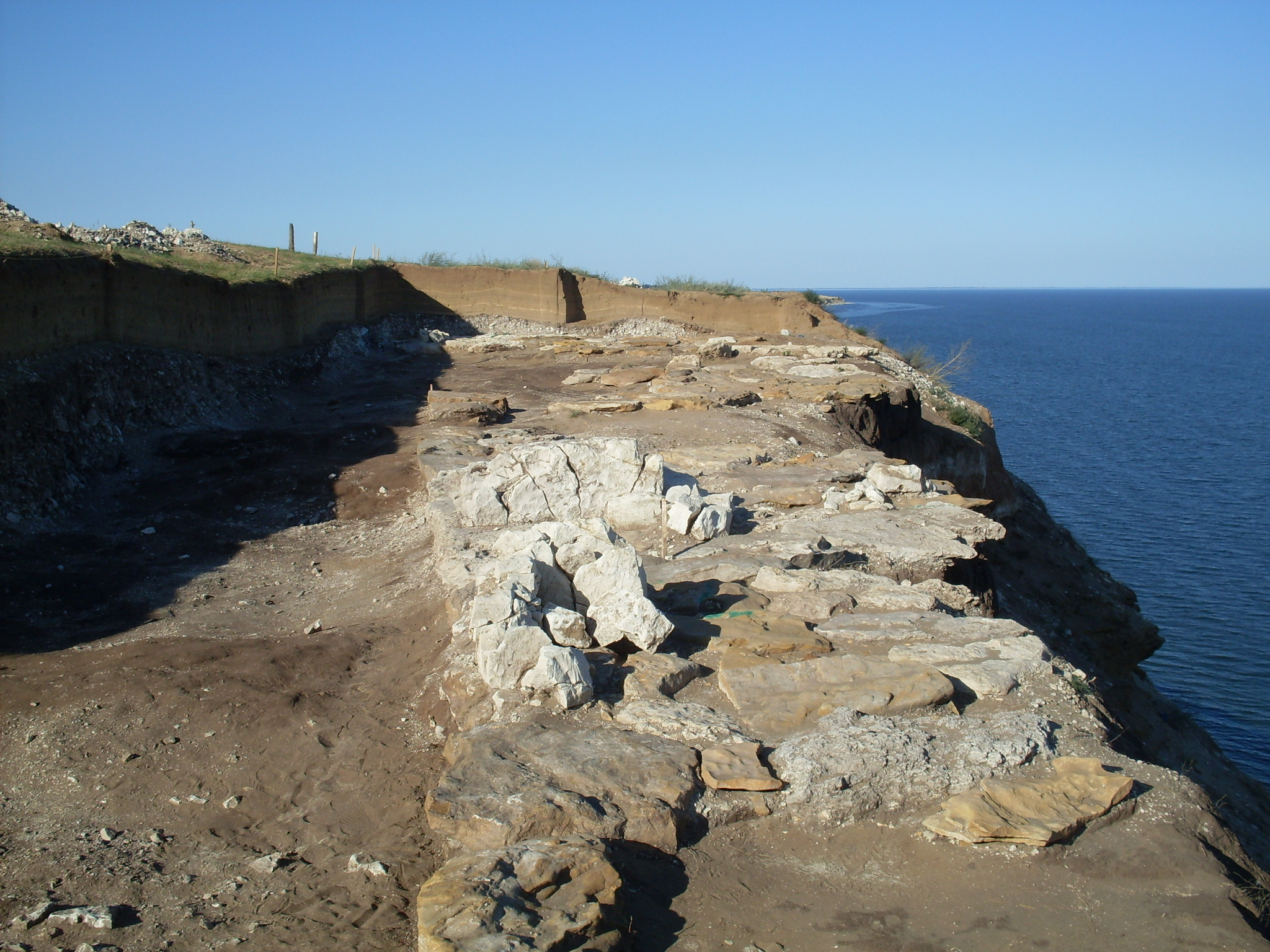
Szarkel II. romjai a Cimljanszki-víztározó partján

## Története
Az erődített város csakhamar élénk kereskedelmi központtá vált, mely az ún. „kazár utat” ellenőrizte. Ez a fontos útvonal a ruszok által lakott területekről a Fekete-tenger mellékén át vezetett a Volgához és a Kaszpi-tenger térségébe. Helyőrségét főként oguz és besenyő zsoldosok alkották. Az erőd első elnéptelenedése a 860-as, vagy a 870-es években következett be, de a 880-as – 890-es években újra benépesült.[forrás?]
Az erődített várost 965-ben foglalta el I. Szvjatoszláv kijevi fejedelem és a „Belaja Vezsa” (azaz „fehér torony”) névre keresztelte át. Szvjatoszláv az újonnan megszállt települést szlávokkal telepítette be. A szláv uralom egészen a 12. századig tartott, amikor kipcsak törzsek szállták meg a területet.
Szarkelt az 1930-as években tárta fel Mihail Artamonov, a kazárok lelkes kutatója, aki a kazár és rusz emlékek mellett bizánci oszlopokat is talált. A maradványokat 1952-ben az akkor létesített Cimljanszki-víztározó vizével árasztották el, így ma már nem láthatók.
Földrajzi helyét Aaron Christian Lehrberg már korábban megállapította «Über die geographische Lage der alten Chasarischen Festung Surkel» című munkájában (1807).